# Mikel Merino
Mikel Merino Zazón (Pamplona, 22 juni 1996) is een Spaans voetballer die doorgaans als centrale middenvelder speelt. Hij maakte in de zomer van 2024 de overstap van Real Sociedad naar Arsenal FC. Merino debuteerde in 2020 in het Spaans voetbalelftal.

## Clubcarrière

### Osasuna
Merino speelde in de jeugd van CD Amigó en Osasuna. Hij debuteerde daarvoor op 23 augustus 2014 in het eerste elftal, in de Segunda División tegen Barça Atlètic. Hij mocht in de basiself starten en zag zijn team met 2–0 winnen. Op 21 december 2014 maakte de linksbenige centrale middenvelder zijn eerste doelpunt voor Osasuna, tegen UD Las Palmas. In zijn debuutseizoen kwam hij tot 29 competitiewedstrijden. 
Waar hij in zijn eerste jaar streed tegen degradatie, promoveerde Merino in zijn tweede seizoen. Merino scoorde vier keer in de reguliere competitie, waarin Osasuna zesde eindigde. Vervolgens scoorde Merino drie keer in het tweeluik van de halve finale van de play-offs om promotie tegen Gimnàstic de Tarragona, waarna in de finale over twee wedstrijden werd gewonnen van Girona FC. Hij zou niet met Osasuna mee de Primera División ingaan, hij kwam tot 67 wedstrijden, acht goals en vijf assists voor Osasuna.

### Borussia Dortmund
Op 15 februari 2015 tekende Merino voor vijf seizoenen bij Borussia Dortmund, waar hij op 1 juli definitief zou gaan spelen. Hij maakte op 14 oktober in de competitiewedstrijd tegen Hertha BSC zijn debuut voor Borussia Dortmund als centrale verdediger, maar zou maar tot negen wedstrijden komen voor de Duitse club in zijn eerste en enige seizoen.

### Newcastle United
In juli 2017 huurde Newcastle United de Spanjaard voor een seizoen van Borussia Dortmund, met een clausule om hem na een specifiek aantal wedstrijden definitief over te nemen. Dit gebeurde al op 13 oktober, waarna hij een vijfjarig contract tekende bij Newcastle. Hij had op dat moment al zijn debuut gemaakt voor Newcastle in de openingswedstrijd van het nieuwe Premier League-seizoen tegen Tottenham Hotspur. Op 21 oktober scoorde hij in een 1-0 overwinning op Crystal Palace de enige treffer van de wedstrijd en daarmee zijn eerste en enige in dienst van Newcastle. Hij speelde 25 wedstrijden voor Newcastle United.

### Real Sociedad
Op 12 juli 2018 keerde Merino voor 12 miljoen euro terug in Spanje bij Real Sociedad, dat hem een contract voor vijf seizoenen aanbood. Hij maakte op 18 augustus tegen Villarreal CF zijn debuut voor zijn nieuwe club. Op 21 september scoorde hij tegen SD Huesca zijn eerste treffer voor Real Sociedad. Na wat aanpassingsproblemen vocht hij zich in de tweede seizoenshelft in de basis. Op 14 januari 2019 was hij goed voor een goal, een assist en twee gele kaarten tegen RCD Espanyol (3-2 winst). Hij speelde 32 wedstrijden in alle competities in zijn eerste seizoen en scoorde daarin vier keer. 
Het seizoen erna was hij onbetwist basisspeler: hij was op 7 maart 2020 tegen FC Barcelona zelfs voor het eerst aanvoerder van Sociedad, door afwezigheid van vaste captain Mikel Oyarzabal. Dat seizoen stond Real Sociedad in de finale van de Copa del Rey, hoewel deze door de coronapandemie een jaar later gespeeld werd. Athletic de Bilbao was op 3 april 2021 de tegenstander en Real Sociedad won met 1-0. Merino werd uitgeroepen tot Man of the Match. Op 22 oktober 2020 maakte Merino tegen HNK Rijeka zijn debuut in de Europa League. Op 30 september 2021 maakte hij tegen AS Monaco zijn eerste doelpunt in deze competitie. 
In het seizoen 2022/23 eindigde Real Sociedad als vierde, waardoor Merino op 20 september 2023 tegen Internazionale zijn debuut maakte in de Champions League. Drie dagen daarvoor had hij in de competitie tegen Real Madrid zijn 200'ste wedstrijd voor Real Sociedad gespeeld. Hij speelde 45 wedstrijden dat seizoen en scoorde acht keer, beide waren persoonlijk records voor hem. Bovendien veroverde hij 326 keer de bal, waarmee hij eerste was van alle spelers in de topvijf competities.

## Clubstatistieken
| Seizoen | Club              | Competitie       | Competitie | Competitie | Beker | Beker | Internationaal | Internationaal | Totaal | Totaal |
| Seizoen | Club              | Competitie       | Wed.       | Dlp.       | Wed.  | Dlp.  | Wed.           | Dlp.           | Wed.   | Dlp.   |
| ------- | ----------------- | ---------------- | ---------- | ---------- | ----- | ----- | -------------- | -------------- | ------ | ------ |
| 2014/15 | Osasuna           | Segunda División | 29         | 1          | 0     | 0     | —              | —              | 29     | 1      |
| 2015/16 | Osasuna           | Segunda División | 38         | 7          | 0     | 0     | —              | —              | 38     | 7      |
| 2016/17 | Borussia Dortmund | Bundesliga       | 8          | 0          | 1     | 0     | 0              | 0              | 9      | 0      |
| 2017/18 | Newcastle United  | Premier League   | 24         | 1          | 1     | 0     | —              | —              | 25     | 1      |
| 2018/19 | Real Sociedad     | Primera División | 29         | 3          | 3     | 1     | —              | —              | 32     | 4      |
| 2019/20 | Real Sociedad     | Primera División | 36         | 5          | 7     | 1     | —              | —              | 43     | 6      |
| 2020/21 | Real Sociedad     | Primera División | 26         | 2          | 2     | 0     | 8              | 0              | 36     | 2      |
| 2021/22 | Real Sociedad     | Primera División | 34         | 3          | 3     | 0     | 6              | 1              | 43     | 4      |
| 2022/23 | Real Sociedad     | Primera División | 33         | 2          | 3     | 1     | 7              | 0              | 43     | 3      |
| 2023/24 | Real Sociedad     | Primera División | 32         | 5          | 6     | 1     | 7              | 2              | 45     | 8      |
| Totaal  | Totaal            | Totaal           | 257        | 24         | 20    | 3     | 21             | 1              | 298    | 28     |

## Interlandcarrière
Merino maakte in 2014 zijn debuut in Spanje –19, waarmee hij in 2015 deelnam aan het Europees kampioenschap voor spelers onder 19 jaar. Merino maakte zijn debuut voor het eerste elftal van Spanje op 3 september 2020, als vervanger van Sergio Busquets tegen Duitsland in de UEFA Nations League (1–1). Op 12 september 2023 maakte hij zijn eerste interlanddoelpunt, in het met 6–0 gewonnen EK-kwalificatieduel tegen Cyprus. Hij werd op 7 juni 2024 door bondscoach Luis de la Fuente opgenomen in de Spaanse selectie voor het EK 2024 in Duitsland. Daar maakte hij in de kwartfinale tegen het thuisland in de 119'ste minuut van de extra tijd de winnende 2-1. Tijdens het juichen deed hij een dansje rond de cornervlag, op dezelfde manier als zijn vader Ángel deed in hetzelfde stadion na een doelpunt tegen VfB Stuttgart in de tweede ronde van de UEFA Cup in 1991. Hij viel in tijdens de met 2-1 gewonnen EK-finale tegen Engeland op 14 juli. 
| Interlands van Mikel Merino voor Spanje | Interlands van Mikel Merino voor Spanje | Interlands van Mikel Merino voor Spanje | Interlands van Mikel Merino voor Spanje | Interlands van Mikel Merino voor Spanje | Interlands van Mikel Merino voor Spanje |
| №                                       | Datum                                   | Wedstrijd                               | Uitslag                                 | Competitie                              | Goals                                   |
| Als speler bij Athletic de Bilbao       | Als speler bij Athletic de Bilbao       | Als speler bij Athletic de Bilbao       | Als speler bij Athletic de Bilbao       | Als speler bij Athletic de Bilbao       | Als speler bij Athletic de Bilbao       |
| --------------------------------------- | --------------------------------------- | --------------------------------------- | --------------------------------------- | --------------------------------------- | --------------------------------------- |
| 1.                                      | 3 september 2020                        | Duitsland – Spanje                      | 1 – 1                                   | Nations League 2020/21                  |                                         |
| 2.                                      | 6 september 2020                        | Spanje – Oekraïne                       | 4 – 0                                   | Nations League 2020/21                  |                                         |
| 3.                                      | 7 oktober 2020                          | Portugal – Spanje                       | 0 – 9                                   | Vriendschappelijk                       |                                         |
| 4.                                      | 10 oktober 2020                         | Spanje – Zwitserland                    | 1 – 0                                   | Nations League 2020/21                  |                                         |
| 5.                                      | 13 oktober 2020                         | Oekraïne – Spanje                       | 1 – 0                                   | Nations League 2020/21                  |                                         |
| 6.                                      | 14 november 2020                        | Zwitserland – Spanje                    | 1 – 1                                   | Nations League 2020/21                  |                                         |
| 7.                                      | 5 september 2021                        | Spanje – Georgië                        | 4 – 0                                   | Kwalificatie WK 2022                    |                                         |
| 8.                                      | 8 september 2021                        | Kosovo – Spanje                         | 0 – 2                                   | Kwalificatie WK 2022                    |                                         |
| 9.                                      | 6 oktober 2021                          | Italië – Spanje                         | 1 – 2                                   | Nations League 2020/21                  |                                         |
| 10.                                     | 10 oktober 2021                         | Spanje – Frankrijk                      | 1 – 2                                   | Nations League 2020/21                  |                                         |
| 11.                                     | 14 november 2021                        | Spanje – Zweden                         | 1 – 0                                   | Kwalificatie WK 2022                    |                                         |
| 12.                                     | 25 maart 2023                           | Spanje – Noorwegen                      | 3 – 0                                   | Kwalificatie EK 2024                    |                                         |
| 13.                                     | 28 maart 2023                           | Schotland – Spanje                      | 2 – 0                                   | Kwalificatie EK 2024                    |                                         |
| 14.                                     | 15 juni 2023                            | Spanje – Italië                         | 1 – 0                                   | Nations League 2022/23                  |                                         |
| 15.                                     | 18 juni 2023                            | Kroatië – Spanje                        | 0 – 0 (4 – 5 n.s.)                      | Nations League 2022/23                  |                                         |
| 16.                                     | 8 september 2023                        | Georgië – Spanje                        | 1 – 7                                   | Kwalificatie EK 2024                    |                                         |
| 17.                                     | 12 september 2023                       | Spanje – Cyprus                         | 6 – 0                                   | Kwalificatie EK 2024                    | 33'                                     |
| 18.                                     | 12 oktober 2023                         | Spanje – Schotland                      | 0 – 2                                   | Kwalificatie EK 2024                    |                                         |
| 19.                                     | 16 november 2023                        | Cyprus – Spanje                         | 1 – 3                                   | Kwalificatie EK 2024                    |                                         |
| 20.                                     | 22 maart 2024                           | Colombia – Spanje                       | 1 – 0                                   | Vriendschappelijk                       |                                         |
| 21.                                     | 8 juni 2024                             | Spanje – Noord-Ierland                  | 5 – 1                                   | Vriendschappelijk                       |                                         |
| 22.                                     | 15 juni 2024                            | Spanje – Kroatië                        | 3 – 0                                   | EK 2024                                 |                                         |
| 23.                                     | 20 juni 2024                            | Spanje – Italië                         | 1 – 0                                   | EK 2024                                 |                                         |
| 24.                                     | 24 juni 2024                            | Albanië – Spanje                        | 0 – 1                                   | EK 2024                                 |                                         |
| 25.                                     | 30 juni 2024                            | Spanje – Georgië                        | 4 – 1                                   | EK 2024                                 |                                         |
| 26.                                     | 5 juli 2024                             | Spanje – Duitland                       | 2 – 1                                   | EK 2024                                 | 119'                                    |
| 27.                                     | 9 juli 2024                             | Spanje – Frankrijk                      | 2 – 1                                   | EK 2024                                 |                                         |
| 28.                                     | 14 juli 2024                            | Spanje – Engeland                       | 2 – 1                                   | EK 2024                                 |                                         |

Bijgewerkt op 14 juli 2024.

## Erelijst
| Competitie             |               |               |
| Competitie             | Aantal        | Jaren         |
| Real Sociedad          | Real Sociedad | Real Sociedad |
| ---------------------- | ------------- | ------------- |
| Copa del Rey           | 1×            | 2019/20       |
| Spanje                 |               |               |
| Europees kampioenschap | 1×            | 2024          |
| UEFA Nations League    | 1x            | 2022/23       |
| Spanje –19             |               |               |
| Europees kampioen –19  | 1×            | 2015          |
| Spanje –21             |               |               |
| Europees kampioen –21  | 1×            | 2019          |